# Bandera de l'Aràbia Saudita
La bandera de l'Aràbia Saudita, en la seva versió actual, es va crear el 15 de març de 1973. Està formada per un fons verd, el color de l'islam, i centrat en blanc, la inscripció de la xahada: "No hi ha altre déu que Al·là i Mahoma és el seu profeta", sota d'aquesta un sabre que és la justícia o la guerra d'Ibn Saüd per unificar el país. Marca el poder de la família reial dels Saüd.

## Disseny
La bandera està fabricada amb l'anvers i el revers idèntics, per garantir que la xahada es llegeix correctament, de dreta a esquerra, des de cadascun dels costats. El sabre també apunta cap a l'esquerra per ambdós costats, en la direcció del guió. La bandera és sinistre hissada, el que significa que quan es veu des de l'anvers (frontal), s'hissa a l'esquerra del pal de la bandera.

### Colors
El color habitual del verd de la bandera va ser aproximat per l' Album des Pavillons com a Pantone 330 C, mentre que el color utilitzat a les banderes de les Nacions Unides és aproximadament el Pantone 349. Als Jocs Olímpics de Londres de 2012 es va utilitzar el Pantone 355.
| Model de color | Blanc         | Verd (Album des pavillons) | Verd (ONU) | Verd (Londres 2012) |
| -------------- | ------------- | -------------------------- | ---------- | ------------------- |
| Pantone        | Blanc         | 330C                       | 349C       | 355C                |
| RGB            | 255, 255, 255 | 0, 83, 76                  | 4, 106, 56 | 255, 205, 0         |
| HTML           | #FFFFFF       | #00534C                    | #046A38    | #009639             |

Els models RGB i HTML s'han extret a patir dels codis de Pantone.

## Banderes històriques
Els estats predecessors de l'actual Aràbia Saudita varen ser el Najd i el Hijaz. Va ser la bandera de Nejd en la qual van basar-se en gran manera, per crear la bandera del regne saudita. La bandera del Hijaz va servir d'inspiració per a les banderes de països com Jordània, Sudan o Palestina. Del 1902 al 1921 es van afegir diferents eslògans àrabs a la bandera. Un dels principals opositors de la dinastia saudita fou la família Al Raixid, amb seu al nord de la península aràbiga, fins que foren derrotats el 1921.

Bandera de l'Emirat de Diriyah (1744-1818)
Bandera de l'Emirat d'Hail (1819-1921)
Bandera de l'Emirat d'Hail (1920-1921)
Bandera del regne de Hijaz (1917-1920)
Bandera del l'Emirate de Nejd i Hasa (1913-1921)
Regne de Hijaz i Nejd (1926-1932)
Regne de l'Aràbia Saudita (1932-1934)
Regne de l'Aràbia Saudita (1934-1938)
Regne de l'Aràbia Saudita (1938-1973)